# Medythia punctatissima
Medythia punctatissima es una especie de insecto coleóptero de la familia Chrysomelidae.
Fue descrita científicamente en 1983 por Berti.